# Neorthopleura texana
Neorthopleura texana là một loài bọ cánh cứng trong họ Cleridae. Loài này được Bland miêu tả khoa học năm 1863.